# Oichalia
Oichalia of Oichalia Messinias (Grieks: Οιχαλία of Οιχαλία Μεσσηνίας) is sedert 2011 een fusiegemeente (dimos) in de Griekse bestuurlijke regio (periferia) Peloponnesos.
De vijf deelgemeenten (dimotiki enotita) van de fusiegemeente zijn:
- Andania (Ανδανία)
- Dorio (Δώριο)
- Eira (Είρα), met de wijk (oikismos) Skliros.
- Meligalas (Μελιγαλάς)
- Oichalia (Οιχαλία).

In de deelgemeente Eira, wijk Skliros bevindt zich de Tempel van Apollon Epikourios, werelderfgoed.